# Queilen
Queilen ist eine Gemeinde (Comuna) im Süden Chiles an der Ostküste der Insel Chiloé in der Región de los Lagos.

## Lage und Ortsteile
Die Entfernung nach Castro, der Hauptstadt der Provinz Chiloé beträgt 63 km. Im Norden grenzt das Gebiet der Gemeinde Chonchi an Queilen, im Süden das der Gemeinde Quellón.
Die Gemeinde Queilen ist 223,9 km² groß und besteht aus der gleichnamigen Kleinstadt und folgenden 19 Dörfern:
- Agoni
- Leibún
- Pio Pio
- Aituy
- Detico
- San Miguel
- Contuy
- Paildad
- Apeche
- Apeche Alto
- Puleo
- Diaz Lira
- Acui auf der vorgelagerten Insel Isla Acui
- Centinela, Millahue, Alqui, Nepué, San José und Tranqui auf der vorgelagerten Insel Isla Tranqui

## Bevölkerung

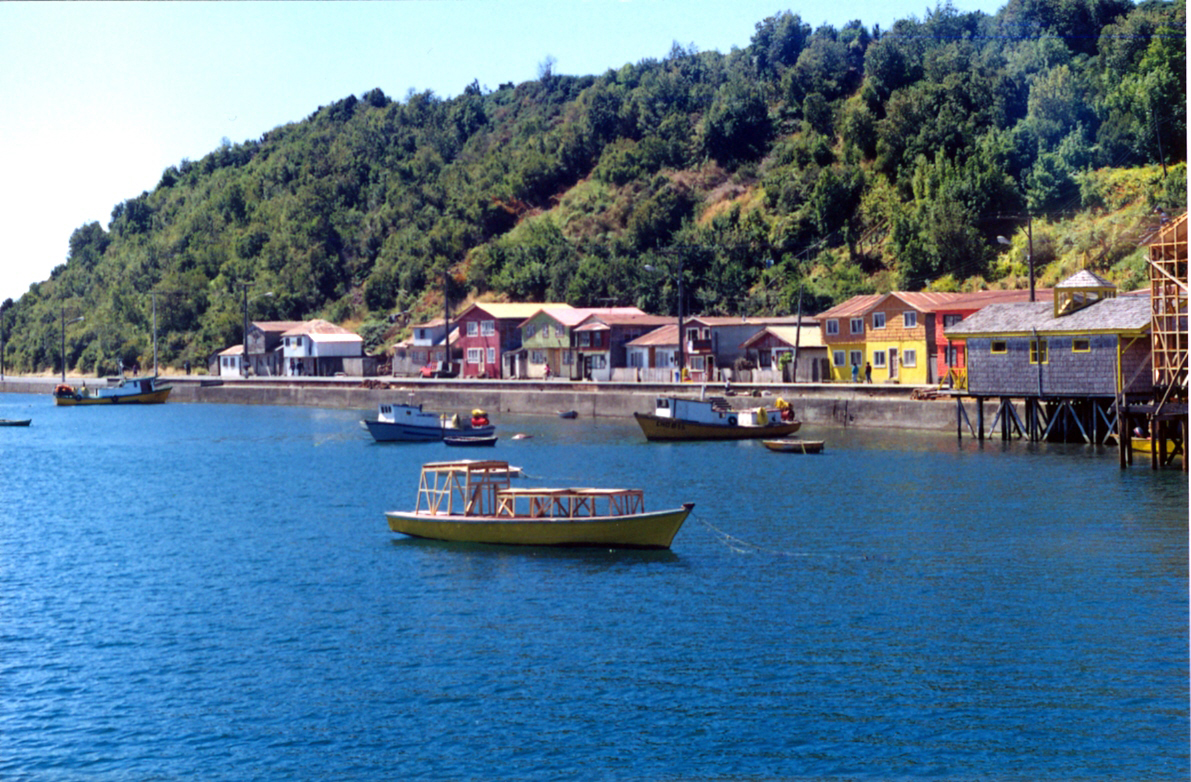
Küstenstraße in Queillen

Bei der Volkszählung von 2002 zählte man 5 138 Einwohner, von denen 1 912 in der Stadt Queilen wohnten. In den zu Queilen gehörenden Dörfern lebten 3 226 Menschen (62,8 %), davon 67 auf der Insel Acui und 270 auf der Isla Tranqui. Von 1992 bis 2002 stieg die Einwohnerzahl Queilens um 3,8 % (186 Einwohner).

## Geschichte
Als offizielles Datum der Stadtgründung gilt der 9. Februar 1778, doch gab es hier bereits zu Beginn des 18. Jahrhunderts eine Siedlung der Indios mit einer Kapelle, die 1771 zu einer Kirche ausgebaut wurde. Zwischen 1818 and 1821 erforschte ein spanischer Kavalleriegeneral das Gebiet, dem zu Ehren die Stadt 1890 in "Puerto Grille" umbenannt wurde. Dieser Ortsname blieb jedoch ungebräuchlich bei der Bevölkerung und wurde bald wieder durch den alten Namen ersetzt. Nach 1900 erlebte Queilen durch die Entwicklung der Forstwirtschaft einen wirtschaftlichen Aufschwung als Hafen an der Ostküste Chiloés. 1937 wurden durch ein Großfeuer 15 Häuser an der Küstenstraße Calle Alesandri zerstört. Mit dem Ausbau des Straßennetzes auf Chiloé verloren Stadt und Hafen jedoch an Bedeutung, da Queilen abseits der wichtigen Landverbindungen lag. Viele Menschen verließen die Stadt, um sich in den verkehrsgünstig gelegenen Städten Castro oder Ancud anzusiedeln. Erst mit dem Bau der Straße von Queilen nach Chonchi 1976 besserten sich die Verkehrsverbindungen. Mit dem Erstarken der fischverarbeitenden Industrie und des chilenischen Inlandstourismus kam es am Ende des 20. Jahrhunderts zu einem wirtschaftlichen Aufschwung der Stadt.

## Umgebung und Tourismus
Der Fremdenverkehr gewinnt als Wirtschaftsfaktor für Queilen immer mehr an Bedeutung, da die an zwei Seiten vom Meer umgebene Stadt über feinsandige Strände verfügt, die zum Baden und für Wassersport gut geeignet sind. Im Zentrum der Stadt sind die 1940 an der zentralen Plaza erbaute Kirche sowie das 1999 an der Küstenpromenade neben dem renovierten, 1928–30 erbauten Fähranleger Muelle Histórico gegründete Museum Refugio Para Navegantes erwähnenswert.
Von Queilen ist die vorgelagerte, 2 km lange und 0,5 km breite Isla Acui mit ihrer indigenen Bevölkerung mit dem Boot zu erreichen, ebenso die Isla Tranqui nach dreißigminütiger Fahrt.
Das Dorf Lelbún 15 km nördlich von Queilen mit seiner Holzkirche aus der Mitte des 20. Jahrhunderts ist wegen seines Strandes bekannt, ebenso Agoni (20 km nördlich). In Agoni sind noch typische chilotische Holzhäuser aus Schindeln erhalten. Das Dorf Aituy (8 km nördlich) wird am 30. August anlässlich der Kirchweih der zu Beginn des 20. Jahrhunderts erbauten Iglesia Jesús Nazareno viel besucht. Naturschutzgebiete wurden an den dicht bewachsenen Lagunen von Paildad und Pio Pio (14 km) angelegt.